# لا کلمب
لا کُلُمب (به فرانسوی: La Colombe) یک کمون در فرانسه است که در Canton of Ouzouer-le-Marché واقع شده‌است.

## خصوصیات
لا کلمب ۱۸٫۳۶ کیلومترمربع مساحت و ۱۱۹ نفر جمعیت دارد و ۱۳۰ متر بالاتر از سطح دریا واقع شده‌است.